# Photedes fusca
Photedes fusca là một loài bướm đêm trong họ Noctuidae.